# Vault (organela)

Estrutura do complexo vault de uma célula do fígado de rato.

A vault ou vault ribonucleoproteína citoplasmática é uma organela eucariótica, cuja função não é totalmente compreendida. Descoberto e isolado com sucesso pelo biólogo celular Nancy Kedersha e o bioquímico Leonard Rome da Escola de medicina do UCLA em 1980, as vaults são organelas citoplasmáticas que sob um microscópio eletrônico se assemelham a arcos da abóbada do teto de uma catedral, com simetria de 39 vezes. Elas estão presentes em muitos tipos de células eucariontes e parecem ser altamente conservadas entre os eucariotas. As vaults tornar-se parte de balsas lipídicas, onde podem desempenhar o papel de combater patogénios.

## Morfologia
Asvaults são grandes partículas de ribonucleoproteínas. Têm cerca de 3 vezes o tamanho de uma ribossomo e pesam cerca de 13 M  Da, elas são encontradas em variadas céluas eucarióticas.  As vaults consistem principalmente de proteína s, o que torna difícil as técnicas de contraste convencionais. A estrutura da proteína é composta por muitos vaults de protéina principal (MVP) ligadas a uma das duas proteínas vault menores. Dois grandes complexos de vários vaults MVP e uma proteína menor juntas para formarem a organela vault. Elas também contêm pequenas RNA de vaults (vRNAs, também conhecido como vtRNAs) de 86-141 com bases.

## Função
Apesar de não estar completamente esclarecido, as vaults têm sido associados aos poros do complexo nuclear e sua forma octogonal parece suportar isso. Concluiu-se que a função das vaults é o transporte de moléculas, tais como ARNm, a partir da  núcleo a partes do citoplasma. Pensa-se também que vaults desempenham papel na síntese de proteínas.

## Associação com câncer
No final de 1990, os pesquisadores descobriram que as vaults (especialmente a MVP) apareciam sobre-expressas em pacientes com câncer que foram diagnosticados com resistência a drogas, que é a resistência contra muitos tratamentos de quimioterapia.  Embora isto não prova que o aumento do número de vaults levam à resistência aos medicamentos isso demonstra algum tipo de envolvimento. Essa característica tem o potencial ajudar a descobrir os mecanismos por trás da resistência aos fármacos em células tumorais e melhorar os fármacos anticancerígenos.

## Conservação evolutiva

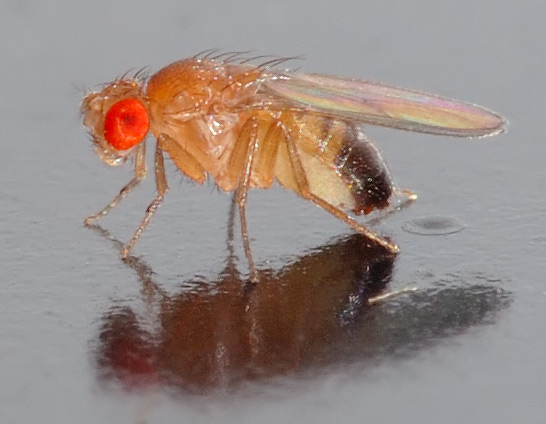
As células da Drosophila melanogaster não possuem vaults

As vaults foram identificadas em mamíferos, anfíbio s, aves  e Dictyostelium discoideum. O modelo de vault usado pelo banco de dados Pfam identificou homólogos em  Paramecium tetraurelia, Kinetoplastea, muitos vertebrados, uma cnidaria, Moluscoss, Trichoplax adhaerens, platelmintos, Echinococcus granulosus e Choanoflagellata.
Embora as vaults têm sido observadas em muitas espécies eucarióticas, algumas espécies não parecem ter a proteína. Estas incluem:
- Arabidopsis thaliana — uma pequena planta com flores relacionada à couve e mostarda.
- Caenorhabditis elegans — nematóide que vive no solo.
- Drosophila melanogaster — um inseto de duas asas também conhecido como mosca da fruta.
- Saccharomyces cerevisiae — uma espécie de levedura.

Estas quatro espécies são organismo modelo para plantas, nematóides, genética animal e fungos, respectivamente. Apesar destas excepções, o elevado grau de semelhança de vaults em organismos que têm implica algum tipo de importância evolutiva.